# Chci mluvit se svým agentem!
Chci mluvit se svým agentem!, ve francouzském originále Dix pour cent, je francouzský komediálně-dramatický seriál z prostředí prestižní agentury zastupující herce. Seriál vytvořila Fanny Herrero, ve Francii jej vysílá kanál France 2 a celosvětově je distribuován prostřednictvím Netflixu. 
V každém dílu účinkuje francouzská filmová hvězda sama sebe, ale s jistou nadsázkou (jakousi fiktivní verzi sebe sama). První díl seriálu se vysílal 14. října 2015. Seriál skončil posledním dílem čtvrté řady, který se vysílal 4. listopadu 2020.

## O seriálu
Andréa, Mathias, Gabriel a Arlette, agenti a hlavní partneři umělecké agentury ASK (Agence Samuel Kerr), se každý den vypořádávají s choulostivými situacemi a hájí svou vizi herecké profese. Dovedně kombinují umění a podnikání, i když to znamená manipulovat s lidmi v branži.
Po náhlé smrti zakladatele agentury, se tito čtyři agenti snaží agenturu zachránit. Ale situaci jim komplikuje jejich soukromý život: Mathiasova utajená nevlastní dcera se usazuje v Paříži a i přes jeho protesty začíná pracovat ve stejné agentuře. Andréa se zamiluje do plaché úřednice z finančního úřadu, která přišla zkontrolovat účetnictví agentury. Gabriela zase zaujme recepční agentury, u níž objeví herecký talent, a chce jí pomoci se prosadit jako herečka. 

## Koncept
Stejně jako v mnoha seriálech se i tady k hereckému obsazení připojuje jedna nebo více hvězd, na jeden nebo více dílů. Každá z těchto hostujících hvězd hraje postavu, u níž se vycházelo ze skutečného životopisu jiné osobnosti. Některé díly jsou psány, aniž by se vědělo, kdo roli nakonec přijme, a konečný scénář je pak přizpůsoben danému herci.

## Obsazení

### Hlavní role
| Camille Cottin           | Andréa Martel                                                       |
| Thibault de Montalembert | Mathias Barneville                                                  |
| Grégory Montel           | Gabriel Sarda                                                       |
| Liliane Rovère           | Arlette Azémar                                                      |
| Fanny Sidney             | Camille Valentini, Andréina asistentka a utajovaná Mathiasova dcera |
| Laure Calamy             | Noémie Leclerc, asistentka Mathiase                                 |
| Nicolas Maury            | Hervé André-Jezack, asistent Gabriela                               |
| Stéfi Celma              | Sofia Leprince, recepční a herečka                                  |
| Assaâd Bouab             | Hicham Janowski, nový majitel ASK (od 2. řady)                      |

### Vedlejší role
| Ophélia Kolb              | Colette Brancillon, úřednice z finančního úřadu, později Andréina žena     |
| Philippine Leroy-Beaulieu | Catherine Barneville, Mathiasova manželka a Hippolytova matka (1.-3. řada) |
| Isabelle Candelier        | Annick Valentin, Mathiasova bývalá manželka a Camillina matka              |
| François Civil            | Hippolyte Barneville, syn Mathiase a Catherine, bratr Camille (1.-2. řada) |
| Jean-Yves Chatelais       | François Bréhier, ředitel konkurenční agentury StarMédia (1.-2. řada)      |
| Gabrielle Forest          | Hélène Kerr, vdova po Samuelovi Kerrovi (1.-2. řada)                       |
| Antoine Croset            | Antoine, nový recepční ASK (od 3. řady)                                    |
| Anne Marivin              | Élise Forman, umělecká agentka v agentuře StarMédia (4. řada)              |

### Malé role

#### 1. řada
| Alain Rimoux      | Samuel Kerr, zakladatel agentury ASK (1. díl) |
| Amélie Etasse     | Magali, Andréina asistentka (1. díl)          |
| Lee Delong        | Miranda Jones (1. díl)                        |
| Arben Bajraktaraj | režisér Gabor Rajevski (2. díl)               |
| Robert Plagnol    | Clément (3. díl)                              |
| Simona Maicanescu | režisérka Solveig Ackerfeld (3. díl)          |
| Anthony Sonigo    | Augustin (4. díl)                             |
| Scali Delpeyrat   | akademik (6. díl)                             |

#### 2. řada
| Fabienne Galula | novinářka (1. díl)                                        |
| Samuel Theis    | divadelní režisér Sacha Hartman (4. díl)                  |
| Marie Sambourg  | Hippolytova kamarádka (4. díl)                            |
| Djibril Cissé   | noční hlídač v Radio France (4. díl)                      |
| Philippe Uchan  | Jean-Denis Gilière, obdivovatel Juliette Binoche (6. díl) |
| Big John        | bodyguard Renard (6. díl)                                 |

#### 3. řada
| Simona Maicanescu      | režisérka Solveig Ackerfeld (1. díl)                               |
| Valérie Vogt           | Babette Solis, produkční nového filmu s Jeanem Dujardinem (1. díl) |
| Sarah Grappin          | Alice Dujardin, žena Jeana Dujardina (1. díl)                      |
| Félix Cordier          | Valentin Cholet, přítel Hervého (1., 4. a 5. díl)                  |
| Soufiane Guerrab       | Sami Abadi, číšník a nadějný herec (3. díl)                        |
| Stéphane Foenkinos     | castingový režisér (3. díl)                                        |
| Nadège Beausson-Diagne | realitní makléřka (3. díl)                                         |
| Yamée Couture          | fanynka Juliena Dorého (3. díl)                                    |
| Nathan Rippy           | Scott Downing, americký producent (4., 5. a 6. díl)                |
| Kate Colebrook         | Marcella Moss, americká producentka (4., 5. a 6. díl)              |
| Gilles Cohen           | režisér Pascal Birague (5. díl)                                    |
| Guilaine Londez        | ošetřovatelka, druhá Isabelle Huppert (6. díl)                     |
| Pauline Clément        | event manažerka (6. díl)                                           |
| Big John               | bodyguard Renard (6. díl)                                          |

#### 4. řada
| Stéphane Freiss    | producent Igor de Serisy (1. díl)   |
| Carl Malapa        | Dylan Charif (2. díl)               |
| Sarah Suco         | asistentka produkce                 |
| Julie-Anne Roth    | dětská láska Josého Garcii (3. díl) |
| Frédérique Tirmont | producentka Laurence Pogam (3. díl) |
| Lolita Chammah     | paní Santa Clausová (6. díl)        |
| Gil Alma           | režisér (6. díl)                    |

### Hostující hvězdy ztvárňující sebe sama

#### 1. řada
- Cécile de France (1. díl)
- Zinedine Soualem (1., 4. a 5. díl)
- Françoise Fabian (2. díl)
- Line Renaud (2. díl)
- Nathalie Baye (3. díl)
- Laura Smet (3. díl)
- Dominique Besnehard (3. díl)
- Gilles Lellouche (3. díl)
- Audrey Fleurot (4. díl)
- Julie Gayet (5. díl)
- JoeyStarr (5. díl)
- François Berléand (6. díl)

#### 2. řada
- Virginie Efira (1. díl)
- Ramzy Bedia (1. díl)
- Michel Drucker (1. díl)
- Fabrice Luchini (2. díl)
- Christopher Lambert (2. díl)
- Norman Thavaud (3. díl)
- Aymeline Valade (3. díl)
- Julien Doré (3., 4. a 5. díl)
- Isabelle Adjani (4. díl)
- Guy Marchand (5. díl)
- Juliette Binoche (6. díl)

#### 3. řada
- Jean Dujardin (1. a 6. díl)
- Julien Doré (2. a 3. díl)
- Monica Bellucciová (2. a 6. díl)
- Guy Marchand (3. díl)
- Gérard Lanvin (3. a 6. díl)
- Isabelle Huppert (4. díl)
- Cédric Kahn (4. díl)
- Laure Adler (4. díl; hlas v rádiu)
- Augustin Trapenard (4. díl; hlas v rádiu)
- Béatrice Dalle (5. díl)
- Audrey Fleurot (6. díl)
- Claude Lelouch (6. díl)
- Dominique Besnehard (6. díl)
- Françoise Fabian (6. díl)
- JoeyStarr (6. díl)
- Line Renaud (6. díl)

#### 4. řada
- Charlotte Gainsbourg (1. díl)
- Mimie Mathy (1. a 4. díl)
- Dominique Besnehard (1. díl)
- Xavier Beauvois (1. díl)
- Julie Gayet (1. díl)
- Franck Dubosc (2. díl)
- Nathalie Baye (2. díl)
- Tony Parker (2. díl)
- José Garcia (3. díl)
- Valérie Donzelli (3. a 4. díl)
- Sandrine Kiberlainová (4. díl)
- Muriel Robin (4. díl)
- Marina Rollman (4. díl)
- Thomas Sotto (4. díl)
- Sigourney Weaver (5. díl)
- Bernard Verley (5. díl)
- Guillaume Gallienne (5. díl)
- Rayane Bensetti (5. díl)
- Jean Reno (6. díl)

## Seznam dílů

### První řada (2015)
| Č. v seriálu | Č. v řadě | Původní název     | Osobnost(i)                                                    | Premiéra ve Francii |
| ------------ | --------- | ----------------- | -------------------------------------------------------------- | ------------------- |
| 1            | 1         | Cécile            | Cécile de France                                               | 14. října 2015      |
| 2            | 2         | Line et Françoise | Line Renaud a Françoise Fabian                                 | 14. října 2015      |
| 3            | 3         | Nathalie et Laura | Nathalie Baye, Laura Smet, Gilles Lellouche a Zinedine Soualem | 21. října 2015      |
| 4            | 4         | Audrey            | Audrey Fleurot                                                 | 21. října 2015      |
| 5            | 5         | Julie et Joey     | Julie Gayet, Joeystarr a Zinedine Soualem                      | 28. října 2015      |
| 6            | 6         | François          | François Berléand                                              | 28. října 2015      |

### Druhá řada (2017)
| Č. v seriálu | Č. v řadě | Původní název     | Osobnost(i)                                   | Premiéra ve Francii |
| ------------ | --------- | ----------------- | --------------------------------------------- | ------------------- |
| 7            | 1         | Virginie et Ramzy | Virginie Efira, Michel Drucker a Ramzy Bedia  | 19. dubna 2017      |
| 8            | 2         | Fabrice Luchini   | Fabrice Luchini a Christopher Lambert         | 19. dubna 2017      |
| 9            | 3         | Norman            | Julien Doré, Norman Thavaud a Aymeline Valade | 26. dubna 2017      |
| 10           | 4         | Isabelle          | Isabelle Adjani a Julien Doré                 | 26. dubna 2017      |
| 11           | 5         | Guy               | Guy Marchand                                  | 10. května 2017     |
| 12           | 6         | Juliette          | Juliette Binoche                              | 10. května 2017     |

### Třetí řada (2018)
| Č. v seriálu | Č. v řadě | Původní název | Osobnost(i) | Premiéra ve Francii |
| ------------ | --------- | ------------- | --- | ------------------- |
| 13           | 1         | Jean          | Jean Dujardin | 14. listopadu 2018  |
| 14           | 2         | Monica        | Monica Bellucciová | 14. listopadu 2018  |
| 15           | 3         | Gérard        | Gérard Lanvin a Guy Marchand                                                                                                | 21. listopadu 2018  |
| 16           | 4         | Isabelle      | Isabelle Huppert | 21. listopadu 2018  |
| 17           | 5         | Béatrice      | Béatrice Dalle | 28. listopadu 2018  |
| 18           | 6         | ASK           | Jean Dujardin, Monica Bellucciová, Gérard Lanvin, Audrey Fleurot, Claude Lelouch, JoeyStarr, Françoise Fabian a Line Renaud | 28. listopadu 2018  |

### Čtvrtá řada (2020)
| Č. v seriálu | Č. v řadě | Původní název | Osobnost(i)           | Premiéra ve Francii |
| ------------ | --------- | ------------- | --------------------- | ------------------- |
| 19           | 1         | Charlotte     | Charlotte Gainsbourg  | 21. října 2020      |
| 20           | 2         | Franck        | Franck Dubosc         | 21. října 2020      |
| 21           | 3         | José          | José Garcia           | 28. října 2020      |
| 22           | 4         | Sandrine      | Sandrine Kiberlainová | 28. října 2020      |
| 23           | 5         | Sigourney     | Sigourney Weaver      | 4. listopadu 2020   |
| 24           | 6         | Jean          | Jean Reno             | 4. listopadu 2020   |